# Nachal Adaša
Nachal Adaša (hebrejsky נחל עדשה) je vádí na Západním břehu Jordánu a v jižním Izraeli, na severovýchodním okraji Negevské pouště, respektive v Judské poušti.
Začíná na Západním břehu Jordánu v nadmořské výšce okolo 800 metrů, východně od izraelské osady Bejt Jatir a Susja. Jde o řídce osídlenou pouštní krajinu. Vádí pak směřuje k jihovýchodu, prudce klesá a zeřezává se do okolního terénu. Míjí rozptýlené beduínské osídlení. Pak vstupuje na území Izraele v jeho mezinárodně uznávaných hranicích. Z jihozápadu míjí vrch Giv'at Adaša, pak vrchy Har Tar a Har Chardon. Od severu sem přitéká vádí Nachal Betach, od jihozápadu Nachal Chardon a Nachal Nazir. Potom vádí u úpatí hory Har Ce'elim uhýbá k východu, přičemž se dále zařezává do kaňonu. Od severu sem přitéká vádí Nachal Chacron. Na dolním toku přijímá ještě od severozápadu vádí Nachal Badar a ústí zprava do vádí Nachal Šafan, které jeho vody odvádí do povodí Mrtvého moře.